# Bongotrummor

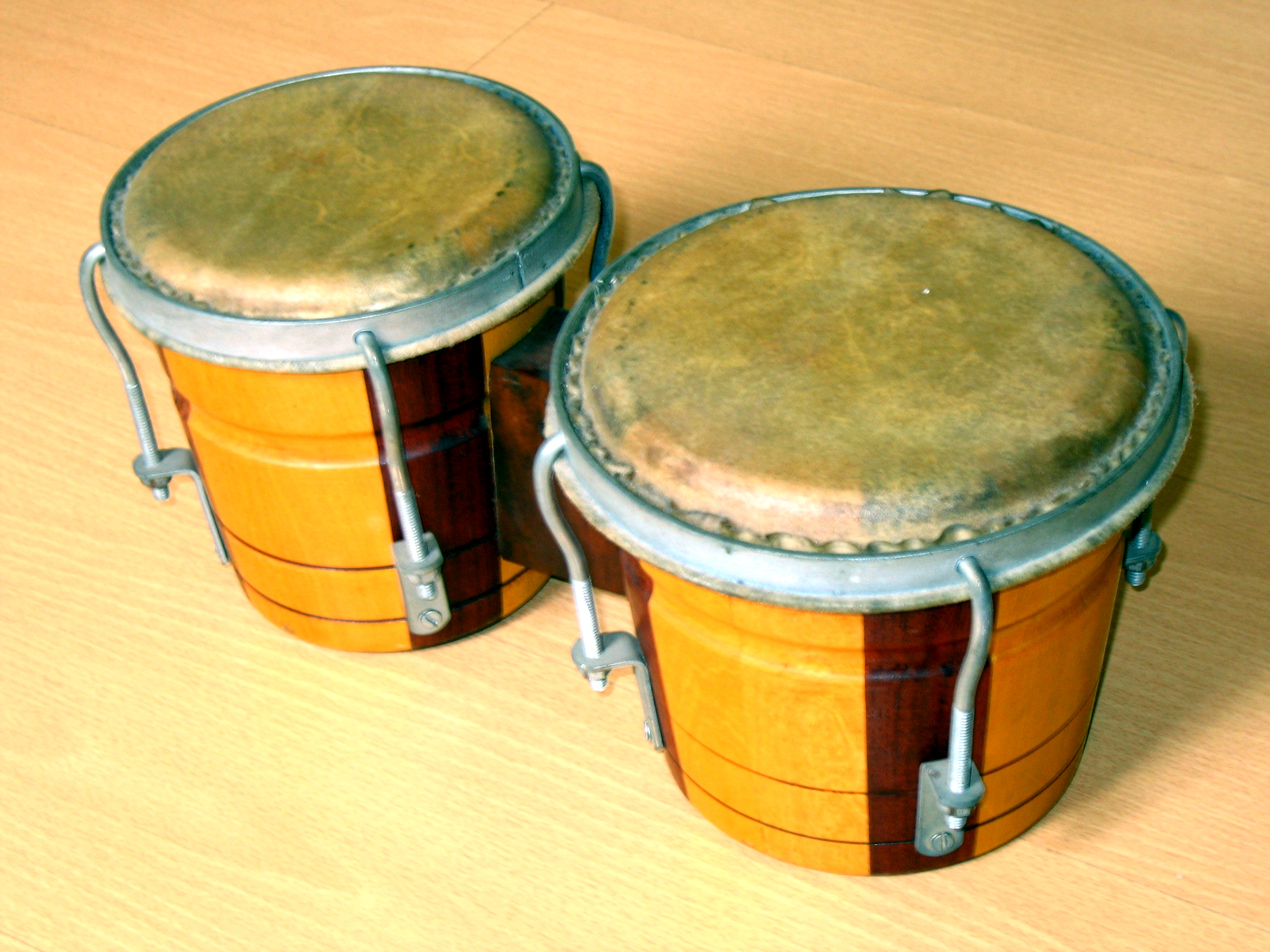
Bongotrummor

Bongotrummor är ett kubanskt slaginstrument bestående av två trummor av olika storlek. Trummorna kläms fast mellan knäna; den större trumman placeras till höger från spelaren sett och kallas hembra (spanska: kvinnlig), den mindre trumman placeras till vänster från spelaren sett och kallas macho (spanska: manlig).
På grund av att trummorna är olika stora blir det olika klang vid slag på den ena eller andra trumman. Trumstockar används inte, utan spelaren slår med fingrarna mot trumskinnet. Trumskinnet är gjort av kalvskinn. När spelaren slår på kalvskinnet vibrerar hela trumman eftersom det inuti bara finns luft. 